# Braunton

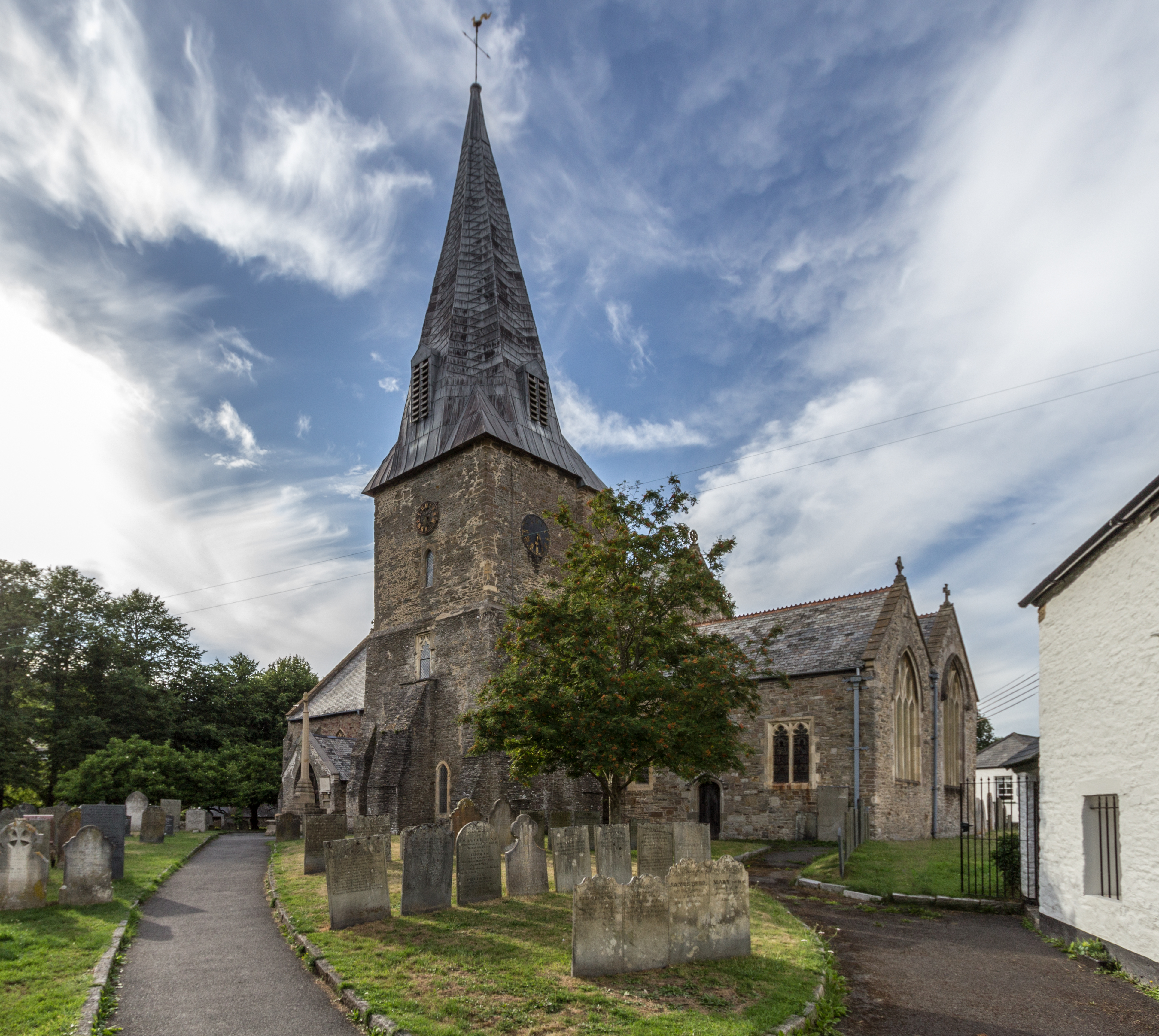
Braunton

Braunton – wieś w Wielkiej Brytanii, w Anglii w hrabstwie Devon, położona nad Kanałem Bristolskim przy ujściu rzeki Taw niedaleko Barnstaple.

## Wieś
Braunton liczy 7510 mieszkańców i według niektórych źródeł uważany jest za największą wieś Anglii.

## Nazwa
Nazwa miejscowości wywodzi się od św. Brannocka, walijskiego misjonarza, który przybył na te ziemie w roku 550. Od XIX wieku wieś występuje jako Braunton. 

## Turystyka
Braunton jest ośrodkiem surfingu na skalę ponadregionalną obok takich ośrodków jak Bude czy Newquay, jak również innych sportów wodnych. Leży na szlaku turystycznym South West Coast Path. W pobliżu rezerwat wydm Braunton Burrows, największych wydm typu diunowego w Wielkiej Brytanii. Miasto leży na szlaku turystycznym Tarka Trail.

## Miasto partnerskie
Plouescat